# Movimento Patrimonial pela Música Portuguesa
O MPMP, Património Musical Vivo, é uma associação sem fins lucrativos fundada em 2009. Com sede em Lisboa, dedica-se essencialmente à divulgação da música lusófona de tradição erudita ocidental

## Projectos
Em Abril de 2010, o MPMP publica pela primeira vez a revista Glosas, a única publicação do mundo dedicada à divulgação do património musical de cultura lusófona.
A chancela discográfica Melographia Portugueza, outro dos projectos do MPMP, foi lançada em Maio de 2012 na Biblioteca Nacional de Portugal, com o primeiro volume da colecção discográfica da obra integral para tecla de Carlos Seixas.
O MPMP edita regularmente partituras dos mais diversos compositores lusófonos, tais como Duarte Lobo, Manuel Mendes, Vicente Lusitano, João-Heitor Rigaud, João Pedro Oliveira ou Eurico Carrapatoso. 
Desde 2010 que o MPMP desenvolve também uma activa temporada de concertos, a qual atingiu já mais de meia centena de espectáculos em apenas três anos, com actuações em várias cidades e salas portuguesas.

## Parcerias
No desenvolvimento da sua extensa actividade, o MPMP estabeleceu importantes parcerias históricas com algumas das instituições de maior relevo no panorama cultural português, tais como a Biblioteca Nacional de Portugal (com quem planeou a co-edição de partituras e a organização de recitais e conferências com jovens compositores), a Orquestra Metropolitana de Lisboa (com quem criou o Concurso Novos Compositores em 2013), a Escola Superior de Música de Lisboa ou o Museu Nacional da Música.

## Prémio Musa
O Prémio Musa foi criado, em 2019, para fomentar a excelência musical da composição contemporânea de tradição erudita ocidental e de, nesse contexto, promover a língua portuguesa como veículo expressivo através da premiação de obras inéditas.
As edições do Prémio Musa tiveram como vencedores Hugo Ribeiro (2019 – obras corais a cappella a partir Sophia de Mello Breyner Andresen), Miguel Resende Bastos (2020 – obras para recitação e ensemble Pierrot a partir de Ruben A.) e Samuel Gapp (2022 – obra para uma ou duas vozes faladas e quinteto de instrumentos sobre textos de José Saramago). Foram igualmente atribuídas menções honrosas aos compositores Miguel Jesus (2019), Tiago Quintas (2021, para acusmática a partir de Clarice Lispector), Bárbara Sanchez Silva e João Ricardo (2022) e Diogo da Costa Ferreira (2023, obra a partir de Natália Correia).

## Distinções
O MPMP foi distinguido com imprescindíveis apoios de entidades como a Fundação GDA ou a Sociedade Portuguesa de Autores. Em 2018 foi atribuído o Prémio de Música Sequeira Costa pela Fundação Mirpuri. 

A associação também foi distinguida pela Comissão para a Igualdade no Trabalho e no Emprego - CITE, pelas suas boas práticas na promoção da Igualdade Remuneratória entre Mulheres e Homens por trabalho igual ou de igual valor, com o “Selo da Igualdade Salarial” 2023.

## Ligações Externas
- Site Oficial do MPMP
- Revista Glosas online
- Revista Glosas no Scribd
- Biblioteca Nacional de Portugal
- MPMP no Grémio do Património